# Rock Springs (Wyoming)
Rock Springs es una ciudad ubicada en el condado de Sweetwater, en el estado estadounidense de Wyoming. En el año 2010 tenía una población de 23.036 habitantes y una densidad poblacional de 481.92 personas por km². En el censo de 2020, la población era de 23 526 habitantes, lo que la convierte en la quinta ciudad más poblada del estado de Wyoming y la más poblada del condado de Sweetwater. Es también la principal ciudad del área estadística metropolitana de Rock Springs, que tiene una población de 37 975 habitantes.
Se encuentra muy cerca del río Green, un afluente del río Colorado, y está ubicado en una región rica en energía con muchos pozos de petróleo y gas natural.

## Geografía
Rock Springs se encuentra ubicada en las coordenadas 41°35′45.11″N 109°13′25.21″O / 41.5958639, -109.2236694. Según la Oficina del Censo, la localidad tiene un área total de 47,8 km² (18,5 mi²), de la cual 47,8 km² (18,5 mi²) es tierra y 0 km² (0 mi²) (0.0%) es agua.
Rock Springs albergaba 56 nacionalidades gracias a sus inicios en la minería del carbón.

### Localidades adyacentes
El siguiente diagrama muestra a las localidades en un radio de 80 kilómetros (49,7 mi) de Rock Springs.

## Demografía
En el 2000 la renta per cápita promedio del hogar era de 42.584 dólares, y el ingreso promedio para una familia era de 51.539 dólares. El ingreso per cápita para la localidad era de 19.396 dólares. En 2000 los hombres tenían un ingreso per cápita de 44.809 dólares frente a los 22.609 dólares para las mujeres. Alrededor del 9.40 % de la población estaba bajo el umbral de pobreza nacional.
| 1870 | 1880 | 1890  | 1900  | 1910  | 1920  | 1930  | 1940  | 1950   | 1960   | 1970   | 1980   | 1990   | 2000   | 2009   | 2010   |
| ---- | ---- | ----- | ----- | ----- | ----- | ----- | ----- | ------ | ------ | ------ | ------ | ------ | ------ | ------ | ------ |
| 40   | 763  | 3.406 | 4.363 | 5.778 | 6.456 | 8.440 | 9.827 | 10.857 | 10.371 | 11.657 | 19.458 | 19.050 | 18.708 | 20.905 | 23.036 |

## Sitios de Interés
- Las Dunas de Arena Killpecker, a poco kilómetros al norte de la ciudad, son las mayores dunas de arena de Norteamérica y las segundas más grandes del mundo.
- Boar's Tusk, un núcleo volcánico extinto que se alza sobre las dunas.
- Los Petroglifos de las Montañas Blancas.
- La montaña en el Área Recreativa Nacional Flaming Gorge.
- El Complejo de Eventos del Condado de Sweetwater, un recinto que alberga rodeos anuales y el Gran Espectáculo de Wyoming en la Feria y Rodeo del Condado de Sweetwater.[4]